# Trochères
Trochères est une commune française située dans le département de la Côte-d'Or, en région Bourgogne-Franche-Comté.

## Géographie

### Climat
Pour des articles plus généraux, voir Climat de la Bourgogne-Franche-Comté et Climat de la Côte-d'Or.
En 2010, le climat de la commune est de type climat océanique dégradé des plaines du Centre et du Nord, selon une étude du Centre national de la recherche scientifique s'appuyant sur une série de données couvrant la période 1971-2000. En 2020, Météo-France publie une typologie des climats de la France métropolitaine dans laquelle la commune est dans une zone de transition entre le climat océanique altéré et le climat océanique altéré et est dans la région climatique  Bourgogne, vallée de la Saône, caractérisée par un bon ensoleillement (1 900 h/an), un été chaud (18,5 °C), un air sec au printemps et en été et des vents faibles.
Pour la période 1971-2000, la température annuelle moyenne est de 10,6 °C, avec une amplitude thermique annuelle de 17,7 °C. Le cumul annuel moyen de précipitations est de 827 mm, avec 11,5 jours de précipitations en janvier et 8 jours en juillet. Pour la période 1991-2020, la température moyenne annuelle observée sur la station météorologique de Météo-France la plus proche, « Poyans », sur la commune de Poyans à 17 km à vol d'oiseau, est de 11,1 °C et le cumul annuel moyen de précipitations est de 911,8 mm,. Pour l'avenir, les paramètres climatiques de la commune estimés pour 2050 selon différents scénarios d'émission de gaz à effet de serre sont consultables sur un site dédié publié par Météo-France en novembre 2022.

## Urbanisme

### Typologie
Au 1er janvier 2024, Trochères est catégorisée commune rurale à habitat dispersé, selon la nouvelle grille communale de densité à 7 niveaux définie par l'Insee en 2022.
Elle est située hors unité urbaine. Par ailleurs la commune fait partie de l'aire d'attraction de Dijon, dont elle est une commune de la couronne,. Cette aire, qui regroupe 333 communes, est catégorisée dans les aires de 200 000 à moins de 700 000 habitants,.

### Occupation des sols
L'occupation des sols de la commune, telle qu'elle ressort de la base de données européenne d’occupation biophysique des sols Corine Land Cover (CLC), est marquée par l'importance des territoires agricoles (98,5 % en 2018), une proportion identique à celle de 1990 (98,5 %). La répartition détaillée en 2018 est la suivante : terres arables (91,8 %), zones agricoles hétérogènes (6,7 %), milieux à végétation arbustive et/ou herbacée (1,4 %), forêts (0,1 %). L'évolution de l’occupation des sols de la commune et de ses infrastructures peut être observée sur les différentes représentations cartographiques du territoire : la carte de Cassini (XVIIIe siècle), la carte d'état-major (1820-1866) et les cartes ou photos aériennes de l'IGN pour la période actuelle (1950 à aujourd'hui).

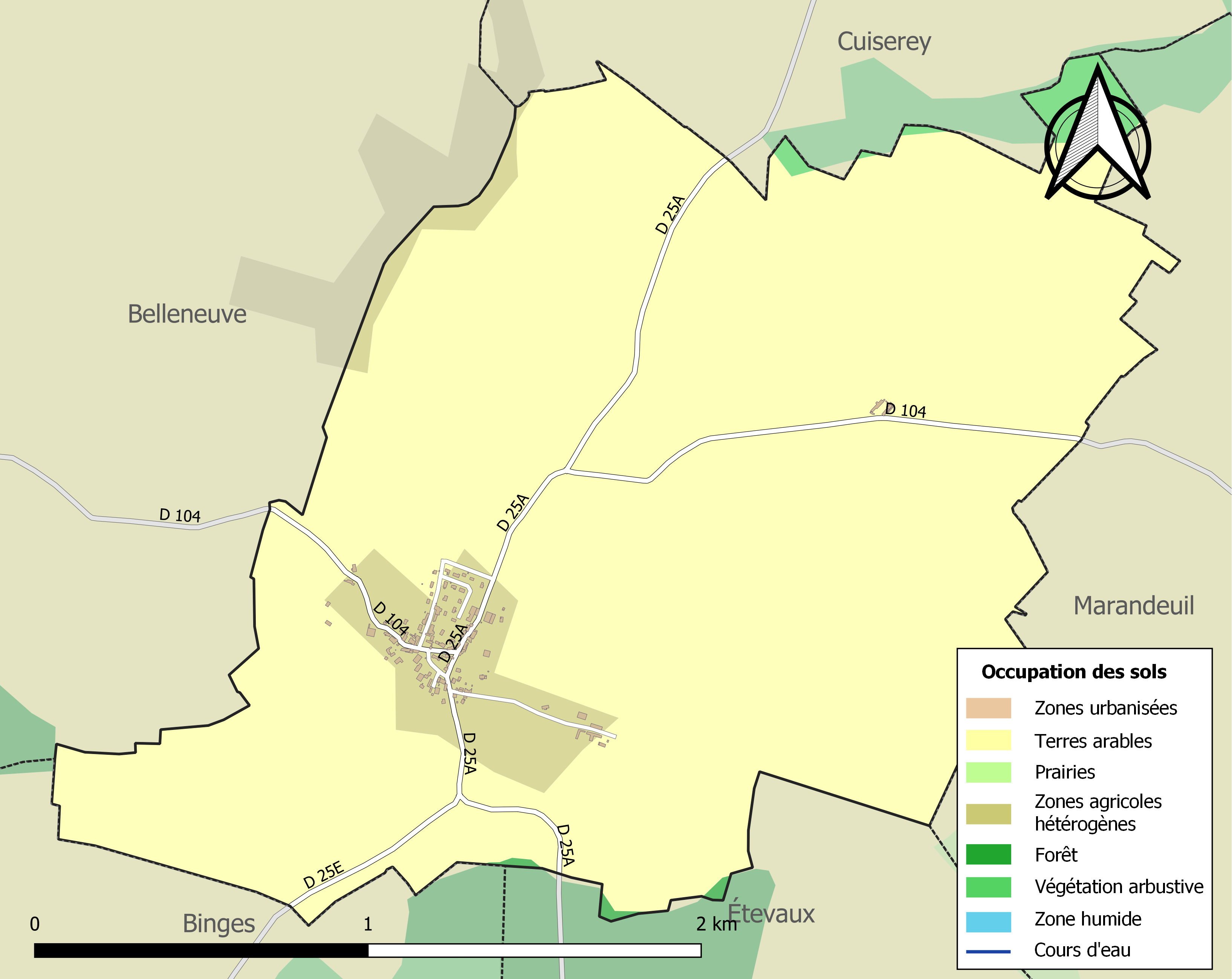
Carte des infrastructures et de l'occupation des sols de la commune en 2018 (CLC).

## Histoire

### Le village de Trochères avant 1790
La Description générale et particulière du duché de Bourgogne, Tome 1, Par M. Beguillet et par M. Courtépée fait mention du village de Trochères sous un nom latin :  Tres Casae, dont les premières mentions remonteraient à la Chronique de Bèze.
Trochères faisait alors partie d'un ancien canton hérité de l'Empire romain : le canton des Attuaires (Pagi Attuario).
Dans la Chronique de Bèze, Une église est mentionnée pour Trochères, ainsi que toutes ses dépendances. La première église de Trochères daterait donc plutôt du IXe siècle que du XIIIe siècle comme on le pense. La signature de Louis le Pieux et son fils Lothaire ne font pas de doute sur la temporalité. La mention de l'autorité d'Albéric, Evèque de Langres, et de l'Abbé Séraphin, 5e abbé de Bèze de 815 à 830, viennent confirmer la fourchette de datation.
Trochères étant située entre deux prieurés (d'Arçon et de Saint-Léger), ce village fut témoin de nombreuses querelles entre les moines de ces prieurés. Les moines d'Arçon accusaient ceux de Saint-Léger "tanquam justo latius manus extendentes", que l'on pourrait traduire aujourd'hui de "prendre le bras alors qu'on leur donne la main".
Toujours dans les Chroniques de Bèze, est raconté l'histoire d'une contestation de territoire, à une époque ou les limites de territoires étaient encore mal définies. Un jour, les moines d'Arçon labouraient à Trochères un champ qu'ils croyaient être le leur. Arrivent les moines de Saint-Léger, qui étaient persuadés aussi que ce même champ leur appartenaient. Que font ceux-ci ? Ils coupent les traits des boeufs pour les empêcher de tirer la charrue.
Plus tard, en 1109, dans le territoire de Cirey, a lieu une assemblée à laquelle prirent part les Abbés de Bèze, Saint-Germain d'Auxerre, Saint Bénigne de Dijon, les prieurs d'Arçon, Saint-Léger, des chevaliers, et les préposés de Saint-Léger, Mitreuil, Belleneuve et Magny-Saint-Médard. Cette assemblée convoquée par l'évêque de Langres avait pour but d'aplanir les difficultés existantes entre les religieux d'Arçon et de Saint-Léger. 'une part au sujet du champ de Trochères mentionné précédemment, mais également au sujet d'un bois situé à cheval entre Mitreuil et Trochères, le bois de Forrières "Ferrarias".
En 1213, Guillaume de Vergy, seigneur de Mirebeau, s'interpose lors d'un différend sur l'appartenance du village, qu'il adjugera pour moitié à l'Abbaye de Bèze.
Dans une charte de reprise en Fief de Côte d'or de 1256, le village est mentionné sous le nom de Troschières.
En 1372, Jacques d'Estrabonne reprend en Fief Trochères, qui appartenait au Seigneur de Mirebeau Guillaume de Vergy.
Histoire peu banale, en 1435, un cochon a percuté et tué un enfant. Le cochon eu droit à un procès dans les formes et condamné à être pendu. Le carnacier (bourreau) fut payé 60 sols pour sa peine.
Le 24 avril 1603, le fief est repris par Bénigne Tisserand.
Le 15 juillet 1614, son fils Jean Hiérome Tisserand passe contrat pour reprise du fief.
En 1636, après avoir ravagé Mirebeau, le Général de l'armée du Saint Empire Romain moderne Mathias Gallas, se tourne vers la Saône et Saint Jean de Losne. Chemin faisant, il ravage, brûle et détruits tous les villages sur son passage, dont Trochères et son église du XIIIe siècle entièrement détruite.
10 ans plus tard, un procès-verbal d'enquête du pays fait état de seulement 2 personnes vivant à Trochères.
Le 4 juillet 1650, Claude Jacquinot, conseiller maître des comptes à Dijon, acquiert la seigneurie avec la rente de « Seurroy » (Saurois aujourd'hui) pour la somme de 15 000 livres.
Le 19 juin 1676, reprise du Fief par Jean Hiérome Tisserand, aumônier du Roi et Abbé d'Auberive, par la donation d'Anne Tisserand.
Le 6 mai 1685, reprise du fief par Pierre Durey, conseiller du Roi et receveur général des finances du comté de Bourgogne, pour la somme de 19 660 livres.
Le 12 septembre 1711, le fief est repris par Gérard Durey de Poligny.
Le 27 mars 1730, la seigneurie de Trochères est reprise par François Joly, seigneur de Bevy.
Le 23 juillet 1773, reprise du fief par Louis-Philibert-Joseph Joly de Bévy, seigneur de la Berchère, en qualité d'héritier universel de Jean-François Joly de Chintré.

### Le village de Trochères de 1790 à 1945

#### La lente évolution de la France rurale
En France, la période 1790 à 1945 se caractérise par la prédominance du monde paysan même si une baisse apparaît à partir de 1850, engendrée par de multiples raisons dont l'accélération des progrès technologiques qui favorise le développement des villes.
Ainsi, à Trochères dont la superficie n'est que de 509 hectares, 32 familles sur 50 vivent de la culture et de l'élevage en 1850. En 1945 il reste encore 14 familles d'agriculteurs sur une trentaine de ménages.
Les exploitants agricoles pratiquent la culture (blé, avoine, colza, fourrage, betterave, vigne…) et l'élevage (vache, cheval, mouton…). Des tas de fumier déposés, soit en bordure des chemins, soit dans la cour des fermes, ponctuent le paysage. Les femmes entretiennent la basse-cour, assurent les travaux de laiterie, font la lessive au lavoir et les enfants participent à la garde des troupeaux, à la cueillette de certains produits et aux travaux de récolte, souvent pendant les jours d'école. Des journaliers ou domestiques de ferme interviennent fréquemment.
Des petits moulins au fil de l'eau sont déjà en activité dans le village pour moudre les grains de blé mais aussi fournir de l'huile, travailler le bois et le fer. Certains évoluent à partir de 1900 pour produire de l'électricité, concurrencés par les entreprises performantes qui s'implantent dans les villes.
Très présent également, l'artisanat connait une vitalité remarquable. En effet, toutes les activités conduites par les hommes à la campagne ont besoin de l'intervention de divers artisans de proximité. Les déplacements se font à pied ou à cheval, plus tard avec des tacots qui desservent le bourg, puis le vélo.

#### Le village de Trochères
Sa population maximale, 258 habitants, est atteinte en 1821. En 1946, ne restent que 96 personnes.
L'église, bâtie vers le XIIIe siècle, est détruite par l'armée de Gallas (Field-Maréchal de la maison d'Autriche) en 1636. Reconstruite progressivement, l'église n'est équipée d'un clocher qu'en 1861. Les deux cloches sont fondues en 1858 puis baptisées par le curé d'Etevaux qui dessert la paroisse. En 1914, la décision d'installer une horloge est prise.
Le presbytère a accueilli, à partir de 1741, M. Buvée, curé de Trochères jusqu'en 1790 et l'école paroissiale dirigée par le recteur, école devenue public en 1794 sous la 1ère République. L'instituteur, formé par les écoles Normales à partir de 1833, reçoit une rétribution mensuelle des parents d'élèves non indigents, et ce jusqu'en 1881, date à laquelle l'école devient gratuite, obligatoire et laïque.
La Révolution est à l'origine de l'élection en 1790 de Pierre Lambert, premier Maire de Trochères. Cependant la commune ne disposera d'une mairie qu'en 1912 ; elle est installée dans une pièce de la maison commune (ancien presbytère) entre l'école et le logement de l'instituteur. Parmi les compétences de la commune, notons l'aide sociale accordée aux vieillards, infirmes et incurables, aux femmes en couche et aux familles nombreuses.
L'entretien des chemins vicinaux est assuré par une imposition appelée « pierre de la prestation ». Elle oblige les cultivateurs à transporter, par tombereaux et pendant 3 jours, les pierres issues d'une carrière communale jusqu'aux sections des chemins à restaurer. Les cantonniers robustes, sachant casser les pierres et remblayer, achèvent le travail.
Le goudronnage des rues est réalisé à partir de 1935. La ligne de tramway à vapeur (petit train à voie métrique appelé tacot) de Dijon à Champlitte, dessert Mirebeau de 1891 à 1946. D'autres équipements suivent tel le téléphone en 1925 (cabine en gérance), l'électricité en 1930 et l'alimentation en eau en 1963.
Considéré comme un bienfait par tous les habitants, le lavoir est érigé en 1866. Mais le barrage sur l'Albane permettant un niveau d'eau convenable en période de sécheresse n'est installé qu'en 1911. Les fortes pluies ont de tout temps fait déborder l'Albane. La note de l'instituteur M. Bourlier, en 1872, illustre bien ce fait.
La structure bâtie du village est stable au cours du XIXe siècle (environ 50 maisons), affectées cependant par des démolitions lors de la première moitié du XXe siècle (41 maisons en 1936).
Les incendies ou craintes d'incendies conduisent à remplacer les toitures en chaume par des tuiles à partir de 1856 et ce, pendant au moins 30 ans. Parmi les artisans présents à cette période, signalons le charron (voir Jules Aubertot également carillonneur) et le maréchal-ferrant. À ce sujet, rappelons que l'implantation en 1856, rue de Mirebeau, d'Alexis Viard maréchal-ferrant et père du Général Viard et d'Anne-Marie Roblot.
Au XIXe siècle d'autres artisans tels meuniers, tisserands, huiliers… travaillent dans le village. Le commerce est peu représenté à l'exception du cabaret et l'auberge (voir Anne-Marie Roblot et Marthe Louet). Les marchands ambulants, le marché hebdomadaire cantonal, les fours à pain et le bétail possédés par la plupart des ménages fournissent l'essentiel.
La fête patronale se déroule le 2e dimanche de septembre pour célébrer la nativité. La cérémonie religieuse est prolongée en soirée par un bal et des musiciens.
Héritage des « biens communs », les pâtis communaux permettent aux plus pauvres de disposer d'un terrain pour la culture ou l'élevage. En 1822, ces parcelles, propriétés de la commune d'une superficie de 19 hectares, font l'objet « d'usurpation communale » par les cultivateurs voisins, usurpation constatée par l'arpenteur géomètre.
Les 3 guerres :
- Guerre de 1870 contre la Prusse pendant laquelle les armées prussiennes ont fait maintes réquisitions auprès de 43 familles de Trochères, pendant 5 mois, pour nourrir les soldats et les chevaux
- Première Guerre mondiale : qui a fait disparaître 10 hommes de Trochères (125 habitants à l'époque)
- Seconde Guerre mondiale : avec la perte de 2 hommes de Trochères

#### Liste connue des curés de Trochères
1557: Etienne Desgrez ou il meurt.
1557 à 1560: Jean Beginot
1560: Jean Challon
1572: Antoine Couparot ou il meurt.
1572: Laurent Hugon
1605: Philibert Louis
1685: Jérôme Petitjean

1685: Pertuisot

## Politique et administration
| Période                                  | Période  | Identité           | Étiquette | Qualité |
| ---------------------------------------- | -------- | ------------------ | --------- | ------- |
| avant 1981                               | ?        | Michel Forey       | DVG       |         |
| mars 2001                                | 2014     | Jean-Claude Lenoir | SE        |         |
| mars 2001                                | En cours | Nathalie Gavoille  | LR        |         |
| Les données manquantes sont à compléter. |          |                    |           |         |

?1790: Pierre Lambert
?1790-?1794: Jean-Baptiste Bolotte
?1794-1818: Claude Delanne
1818-1823: Jean Franet
1823-1829: Claude Bouché
1829-1841: François Ménétrier
1841-1854: Louis Lapierre Perrey
1854-1864: Jacques Perrey
1864-1871: Jean Perrey
1871-1876: Pierre-Joseph Faivre
1876-1883: Etienne Lenoir
1883-1907: Pierre-Joseph Faivre
1907-1919: Maxime Fanet
1919-1933: Adrien marchevet
1933-1936: Georges Bolotte

## Démographie
L'évolution du nombre d'habitants est connue à travers les recensements de la population effectués dans la commune depuis 1793. Pour les communes de moins de 10 000 habitants, une enquête de recensement portant sur toute la population est réalisée tous les cinq ans, les populations de référence des années intermédiaires étant quant à elles estimées par interpolation ou extrapolation. Pour la commune, le premier recensement exhaustif entrant dans le cadre du nouveau dispositif a été réalisé en 2007.

En 2022, la commune comptait 167 habitants, en stagnation par rapport à 2016 (Côte-d'Or : +0,82 %, France hors Mayotte : +2,11 %).
| 1793 | 1800 | 1806 | 1821 | 1836 | 1841 | 1846 | 1851 | 1856 |
| ---- | ---- | ---- | ---- | ---- | ---- | ---- | ---- | ---- |
| 168  | 197  | 213  | 258  | 234  | 235  | 218  | 215  | 214  |

| 1861 | 1866 | 1872 | 1876 | 1881 | 1886 | 1891 | 1896 | 1901 |
| ---- | ---- | ---- | ---- | ---- | ---- | ---- | ---- | ---- |
| 215  | 208  | 193  | 184  | 171  | 160  | 161  | 160  | 133  |

| 1906 | 1911 | 1921 | 1926 | 1931 | 1936 | 1946 | 1954 | 1962 |
| ---- | ---- | ---- | ---- | ---- | ---- | ---- | ---- | ---- |
| 127  | 124  | 123  | 127  | 107  | 104  | 96   | 120  | 119  |

| 1968 | 1975 | 1982 | 1990 | 1999 | 2006 | 2007 | 2012 | 2017 |
| ---- | ---- | ---- | ---- | ---- | ---- | ---- | ---- | ---- |
| 101  | 83   | 129  | 118  | 136  | 165  | 169  | 168  | 169  |

| 2022 | - | - | - | - | - | - | - | - |
| ---- | - | - | - | - | - | - | - | - |
| 167  | - | - | - | - | - | - | - | - |

## Culture locale et patrimoine

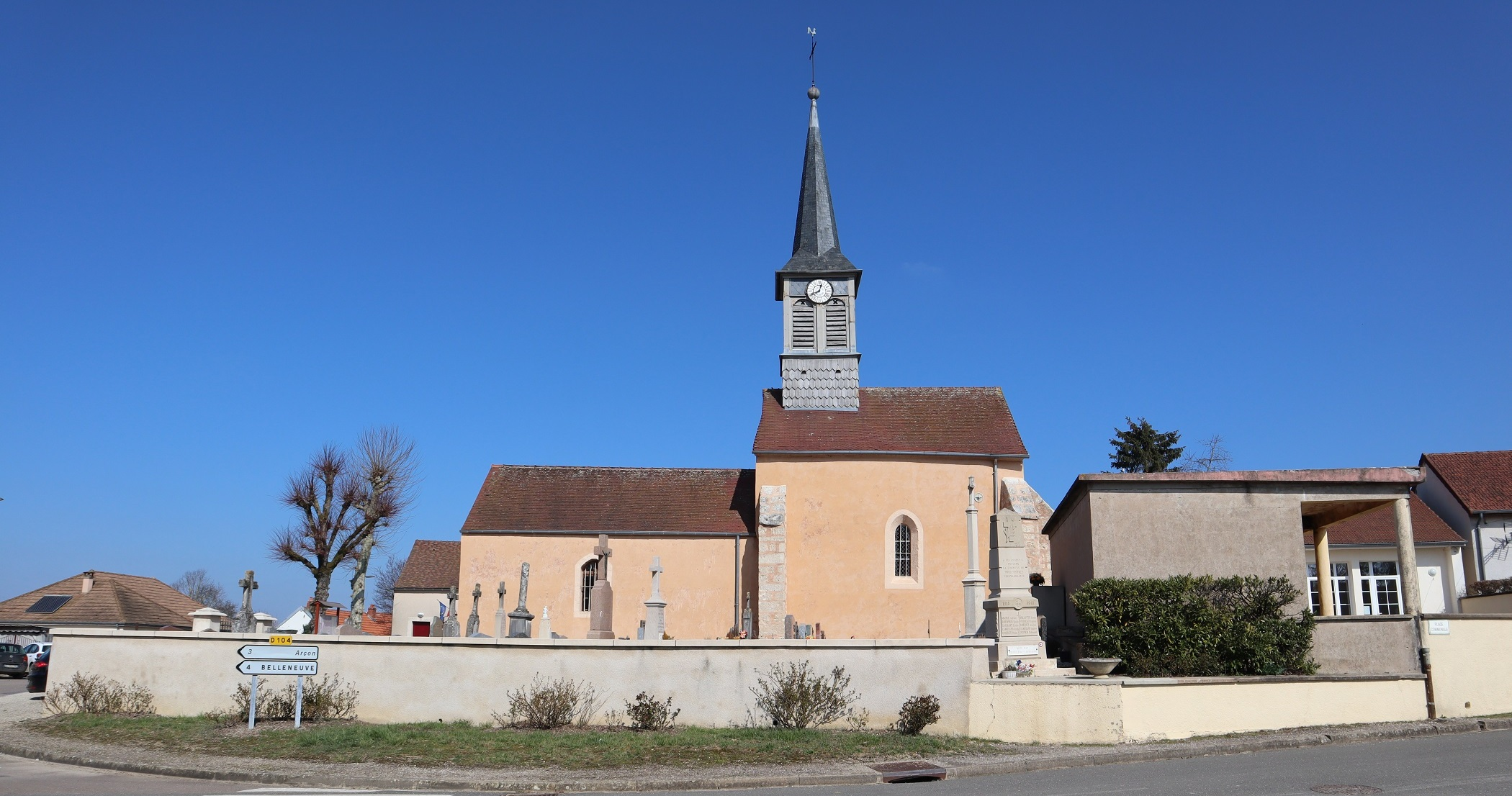
Église de la Nativité à Trochères.

### Lieux et monuments
- Église paroissiale de la Nativité.

### Héraldique
| Blason | Blasonnement : D'azur à une épée et une clé d'argent passées en sautoir, accompagnées, en flancs, de deux fleurs de lys d'or, au pal réduit d'argent chargé d'une vergette ondée d'azur, brochant sur le tout, au chef de gueules, chargé de trois chaumières d'argent, soutenu d'une trangle de même. |